# 邵賢妃 (宋太宗)
邵昭明（10世纪—1016年），宋太宗的妃嬪。
邵氏初事晋王赵光义在藩邸，及太宗即位後，授邵氏为司衣、博陵县君，迁御侍，琅琊郡夫人，再任尚宫、冀国夫人，知大内事。宋真宗初年，改封郑国夫人，大中祥符二年（1009年）转任宫正、安国夫人，大中祥符六年（1013年）转任司宫令、楚国夫人，大中祥符八年（1015年）十一月加号顺容，大中祥符九年（1016年）二月去世。明道二年（1033年）十二月宋仁宗赠邵氏为太仪，庆历四年（1044年）九月赠贤妃。
按邵贤妃墓志铭记载，邵贤妃曾经跟从宋太宗北征北汉，以男装随侍左右。当时军事往来机要信件，许多由邵贤妃代为宣谕或者代笔拟立。因为从征北汉有功，所以宋太宗凯旋回宫后特拜当时为御侍押班的邵贤妃为尚宫、大监、知大内事。宋太宗去世后，邵贤妃一度离开皇宫入太和宫为宋太宗祈福。后又被宋真宗召回，升为宫正、安国夫人。因为年长有功，宋真宗又特设司宫令一职褒宠邵贤妃。邵贤妃在去世前一年被册封为二品的顺容，随即因为年老久病迁居太和宫，最终在太和宫本院正寝去世，墓志并未记载享年，但可知当时她年事已高。
另王銍《默记》记载，宋太祖年间，太宗判南衙（任开封府尹）时，有青州人带着十多岁的小女儿来告状，太宗喜欢这个小女孩，派人去买，未果，最后由安习偷偷将小女孩带到南衙，太祖追捕安习，太宗将安习夫妇藏在南衙直到太祖驾崩太宗继位，最后任安习为节度留后，而这个小女孩后来成为了太宗的贤妃。张其凡《宋太宗》认为，这个小女孩的事迹很像是邵贤妃。